# KwaMashu
KwaMashu ist ein Ort in der südafrikanischen Provinz KwaZulu-Natal und gehört zur Metropolgemeinde eThekwini.

## Geographie
2011 hatte KwaMashu 175.663 Einwohner. 91 Prozent der Bewohner geben isiZulu als Muttersprache an. Nach Durban im Süden sind es rund 15 Kilometer. In der Umgebung liegen mit Inanda und Ntuzuma weitere Ortschaften von eThekwini. Zusammen werden sie kurz als INK bezeichnet; INK hat über eine halbe Million Einwohner und wird wegen seiner Armut als Entwicklungsschwerpunkt betrachtet.
KwaMashu ist in kleinere Teile (sub places) gegliedert, etwa Besters, Corovoca Township, Emlanjeni, Enkanyisweni, Ezikhalini und Mount Moriah.

## Geschichte
Der Name bedeutet auf isiZulu „Ort von Marshall“, womit der frühere Zuckerrohr-Pionier Marshall Campbell gemeint ist. Im Zuge des Group Areas Act wurden schwarze Südafrikaner aus ihren angestammten Wohngebieten in neu errichtete Townships zwangsumgesiedelt, darunter viele Schwarze aus Cato Manor, die nach KwaMashu kamen, eines der ersten Townships bei Durban. 1956 wurde der Bau der Siedlung auf dem Gebiet ehemaliger Zuckerrohrfarmen genehmigt, der Hausbau begann 1957, so dass ab 1958 der Ort besiedelt werden konnte.
Im Jahr 1960 gründete man hier die ISibonelo High School, eine der ersten gymnasialen Bildungsstätten für schwarze Schüler in der Provinz Natal. Einige Alumni sind bekannte Persönlichkeiten des Landes geworden, wie Jeff Radebe, T. D. Ndlovu (Bildungsminister der Provinz) und Dumisane Zungu (Gynäkologe). Govan Mbeki war hier als Prinzipal und die spätere südafrikanische Vizepräsidentin sowie Speaker der Nationalversammlung Baleka Mbete als Lehrkraft tätig.
1977 kam KwaMashu zum Homeland KwaZulu, das bis 1994 bestand. 2000 wurde KwaMashu Teil der Metropolgemeinde eThekwini.

## Wirtschaft
KwaMashu ist vor allem Wohnort; viele Bewohner pendeln zur Arbeit. In KwaMashu gibt es das Künstlerzentrum Ekhaya Multi Arts Centre.

## Verkehr
Der Ort ist über örtliche Straßen (unter anderem motorways) an das Straßennetz angeschlossen.
Die KwaMashu–Umlazi–Line der Metrorail Durban bedient KwaMashu im Nahverkehr auf der Schiene. Hier ereigneten sich zwei schwere Eisenbahnunfälle:
- Am 4. Oktober 1965 entgleiste ein Zug. Mindestens 81 Menschen starben. → Hauptartikel: Eisenbahnunfall von Durban (1965)
- Am 1. Februar 1986 stießen infolge einer Signalstörung zwei Züge zusammen. 39 Menschen starben, etwa 70 wurden darüber hinaus verletzt.[6]

## Persönlichkeiten
- Henry Cele (1949–2007), Fußballspieler und Schauspieler, lebte lange in KwaMashu
- Jeff Radebe (* 1953), Politiker, geboren in Cato Manor, wuchs nach seiner Vertreibung aus Cato Manor in KwaMashu auf
- Leleti Khumalo (* 1970), Schauspielerin, geboren in KwaMashu
- Velile Mchunu (* 1973), Sängerin und Musicaldarstellerin, geboren in KwaMashu
- Riky Rick (1987–2022), Rapper, Sänger und Songwriter, geboren in KwaMashu
- Nomzamo Mbatha (* 1990), Schauspielerin, geboren in KwaMashu